# Scytalopus robbinsi
El churrín de El Oro o churrín ecuatoriano (Scytalopus robbinsi), es una especie de ave paseriforme perteneciente al numeroso género Scytalopus, de la familia Rhinocryptidae. Es endémico de Ecuador.

## Distribución y hábitat
Se distribuye por una pequeña área en la pendiente del Pacífico del suroeste de Ecuador en Azuay y El Oro.
Es raro y local en el sotobosque y en los bordes de selvas montanas bajas y de piedemonte a altitudes entre 700 y 1250 m s. n. m.

## Descripción
Se trata de una pequeña ave de 11 centímetros de largo. El pico es negro y bastante pesado. El plumaje es gris con una nuca y cola marrón salvo en los flancos. La cola es negruzca. Las partes inferiores de la hembra son más marrón que las de los machos. El sonido que emiten es una serie de dos notas repetidas durante un minuto.

## Estado de conservación
Esta especie ha sido calificada como “en peligro de extinción” por la Unión Internacional para la Conservación de la Naturaleza (IUCN) debido a que su pequeña población total, preliminarmente estimada en 3500 a 15 000 individuos, se sospecha estar en rápida y continua decadencia debido a la pérdida de hábitat causada por la degradación, deforestación y fragmentación en su ya restringida área de distribución. Parte de su rango se encuentra dentro de la protección de la Reserva Buenaventura, pero se ha vuelto rara y su población ha decaído en los últimos 12 años en dicha reserva.